# Valle del Elqui (vino)
Valle del Elqui es una denominación de origen chilena para vinos procedentes de la subregión vitícola homónima que se ajusten a los requisitos establecidos por el Decreto de Agricultura nº 464 de 14 de diciembre de 1994, que establece la zonificación vitícola del país y fija las normas para su utilización como denominaciones de origen.
El Valle del Elqui se encuadra dentro de la región vitícola de Coquimbo y comprende la provincia homónima de la Región de Coquimbo. Dentro de esta subregión se distinguen las áreas de Vicuña y Paiguano, correspondientes a las comunas de igual nombre.
La combinación de suelo, clima y recursos hídricos hacen de esta subregión un lugar adecuado para el desarrollo de la viticultura. La superficie de viñedos ocupa unas 450 ha, dedicadas mayormente a la producción de Moscatel para la elaboración de Pisco, aunque también se cultivan Cabernet Sauvignon, Merlot, Carménère, Syrah, Chardonnay y Zinfandel. 